# Orde van Verdienste voor het Onderwijs (Brazilië)
De  Nationale Orde van Verdienste voor het Onderwijs (Portugees:"Ordem Nacional do Mérito Educativo" is een op 28 oktober 1955 ingestelde Braziliaanse Ridderorde. De Orde wordt door het Braziliaanse Ministerie van Onderwijs beheerd en kent de gebruikelijke vijf graden.
De graden van de Orde
- Grootkruis
- Grootofficier
- Commandeur
- Officier
- Ridder

De Orde heeft palmtakken als insigne en is daarin een navolging van de Franse Orde van de Academische Palmen.